# Enrique Montero Ponce
Enrique Montero Ponce (15 de julio de 1928-4 de enero de 2020) fue un periodista y locutor mexicano.

## Primeros años
Desde que cursaba el tercer año secundaria mostró interés en el periodismo, comenzó a enviar colaboraciones sobre artículos de béisbol y de boxeo al director del periódico La Afición, las cuales fueron publicadas. Abandonó la escuela y se dedicó a leer por las mañanas los periódicos. Se trasladó a la Ciudad de México y comenzó a trabajar como office-boy. Paralelamente realizó sus trabajos como redactor de noticias, debido a que su madre se enfermó, decidió volver con ella a Puebla, en donde inició su carrera como cronista deportivo, cubriendo además, otras fuentes y eventos sociales.

## Radio
De regreso en Puebla, le propuso al empresario radiofónico Roberto Cañedo, propietario de la HR, la idea de un noticiero matutino radiofónico, que después el periodista, concretaría en el primer noticiario en la radio, no sólo en Puebla, sino en el país. Sin embargo, durante el primer año de transmisión, el proyecto no alcanzó el éxito deseado, fue hasta que Montero salió de la Organización Editorial Mexicana (OEM), cuando analizó la forma de dar un impulso al programa radiofónico.

“Nadie escuchaba el programa que se llamaba Esquina por que yo tenía una columna en el Sol de Puebla que así se llamaba y era muy famosa, se leía muchísimo, pero el programa no pegaba, un día dando vueltas al zócalo me quede frente a la Voz de Puebla y dije: que pendejo soy, de veras, lo que tengo que hacer es trasladar la Voz al radio”.

De esta forma, Montero conceptualizó la idea de un periódico al aire, el cual se llamó Esquina, transmitido por la HR. El programa se mantuvo al aire durante trece años. Al terminar el ciclo de transmisiones, Montero se trasladó a Radio Oro, e inició el noticiero Tribuna Radiofónica, el cual mantuvo en la frecuencia 1280 AM, y más tarde en Radio Tribuna. El noticiero se transmite todos los días en un horario matutino de 6:00 AM a 10:00 AM.
Montero es considerado precursor del periodismo en su ciudad natal. Durante sus transmisiones destacan la cobertura del temblor de 1999, y la toma de la Universidad Autónoma de Puebla. Entre sus entrevistas destacan las realizadas a Mario Moreno "Cantinflas", Carlos Camacho Espíritu (creador de Africam Safari), Joe DiMaggio, Jack Dempsey, José Luis Cuevas, entre muchos otros.
Se desempeñó como director general de Tribuna Comunicación y conduce el programa Tribuna de la Mañana, ha alcanzado el récord mundial Guinness por mantener el programa de radio noticias con más transmisiones ininterrumpidas por más de cuarenta años, el programa es presentado por un solo periodista e inició sus transmisiones el 31 de octubre de 1969, cuenta con más de catorce mil emisiones.

## Premios y distinciones

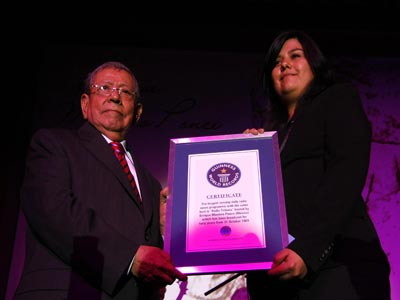
Enrique Montero recibiendo el reconocimiento de Guinnes World.

- Premio Nacional de Periodismo de México en radiodifusión por su labor en XEHR de 1980.[2]
- Premio en categoría editorial, otorgado por la Universidad de las Américas de 1981.
- Reconocimiento de Guiness World por mantener el programa radiofónico de noticias de forma ininterrumpida durante más de cuarenta años.